# Kanton Carnières
Carnières is een voormalig kanton van het Franse Noorderdepartement. Het kanton maakte deel uit van het arrondissement Cambrai.

## Gemeenten
Het kanton Carnières omvatte de volgende gemeenten:
- Avesnes-les-Aubert
- Beauvois-en-Cambrésis
- Béthencourt
- Bévillers
- Boussières-en-Cambrésis
- Carnières (hoofdplaats)
- Cattenières
- Estourmel
- Fontaine-au-Pire
- Quiévy (Kevi)
- Rieux-en-Cambrésis
- Saint-Aubert
- Saint-Hilaire-lez-Cambrai
- Villers-en-Cauchies
- Wambaix